# Victor Hollaender

Victor Hollaender

Victor Hollaender (* 20. April 1866 in Leobschütz, Schlesien, heute: Głubczyce; † 24. Oktober 1940 in Hollywood, Kalifornien) war ein deutscher Pianist, Dirigent und Komponist.

## Leben
Hollaender absolvierte ein Musikstudium an der  Neuen Akademie der Tonkunst (gegr. von Theodor Kullak) in Berlin. Dabei gehörte er der Klavierklasse Franz Kullaks an; Kompositionsunterricht erhielt er bei Otto Neitzel und Albert Becker.
Durch verschiedene Engagements kam Hollaender nach seinem Musikstudium viel herum: Ab 1886 war er als Theater- und Konzertdirigent u. a. in Hamburg am Carl-Schultze-Theater, in Budapest, Marienbad und Berlin tätig. Es folgten 1890 ein Engagement am Neuen Deutschen Theater in Milwaukee, danach am Wallner-Theater in Berlin und ein Aufenthalt in Chicago. Eine längere Tätigkeit ergab sich danach in London, zunächst an der Royal Opera Comique. 1896 wurde Hollaender musikalischer Leiter beim Zirkus Barnum & Bailey. Seine Frau Rosa Perl wirkte als Sängerin in der Zirkusrevue.
Im Jahre 1899 kehrte die Familie mit ihrem 1896 geborenen Sohn Friedrich Hollaender nach Berlin zurück und lehrte am von seinem älteren Bruder Gustav geleitetem Stern’schen Konservatorium. Ab 1901 komponierte er für das von Ernst von Wolzogen gegründete Kabarett Überbrettl und begann eine Zusammenarbeit mit dem Berliner Metropol-Theater. Etwa zehn Jahre lang schrieb Hollaender neben Operetten die sogenannten Jahres-Revuen. Die kabarettistische, von Tanz, und Gesang geprägten Nummernrevuen wurden zu einem herausragenden gesellschaftlichen Ereignis in Berlin. Einige Hollaender-Kompositionen wurden mit Sängern wie Fritzi Massary oder Henry Bender bekannt. Während des Ersten Weltkriegs folgten weitere Operetten. In den 20er Jahren war Hollaender hauptsächlich als Theaterdirektor tätig. Angesichts des antisemitischen Terrors der Nazis folgte Hollaender 1934 seinem Sohn Friedrich ins Exil nach Hollywood.

## Werke (Auswahl)

### Überblick
Schon während des Studiums komponierte Hollaender seine erste Operette. Doch auch Schlager, Revuen, Possen, Filmmusiken und Singspiele wurden von ihm verfasst. Seine Lieder gelten als elegant und geistreich. Neben Paul Lincke und Walter Kollo gehörte Hollaender zu den beliebtesten Komponisten von Unterhaltungsmusik während der Kaiserzeit. Teilweise komponierte er auch unter dem Pseudonym Arricha del Tolveno.

### Operetten
- König Rhampsinit (1891)
- Der Bey von Marokko (1894)
- Der rote Kosak (um 1901)[1]
- Die zwölf Frauen des Japhet (1902)
- Schneider Fips (1908)
- Die Schöne vom Strande (1915)
- Die Prinzessin vom Nil (1915)
- Der Schwan von Siam (1920)
- Der Marmorgraf (1921)
- Prinz Lottchen (1927)

### Revuen
- Neuestes, Allerneuestes (1904)
- Auf ins Metropol! (1905)

### Berühmte Lieder
- Die Kirschen in Nachbars Garten
- Schaukellied
- Annemarie
- Das Kohlenmädel

### Filmmusik
- Schaukellied (1908)
- Sumurun (Spielfilm, 1920)
- Zwei Welten (Spielfilm, 1930)

### Sonstige Bühnenwerke
- Schön war’s doch (1901)
- Der Regimentspapa (1914)